# Dussartcyclops (Barrowcyclops) consensus
Dussartcyclops (Barrowcyclops) consensus is een eenoogkreeftjessoort uit de familie van de Cyclopidae. De wetenschappelijke naam van de soort is voor het eerst geldig gepubliceerd in 2003 door Karanovic.